# La guapa (single)
«La guapa» es el primer sencillo de la cantante española Luz Casal, editado en 1977. 

## Temas
1. «La guapa»
2. «De papel o de metal»

### Créditos
- Música: Juan Pardo
- Letras: Juan Pardo - Eduardo Leiva
- Arreglos y Dirección Musical: Eduardo Leiva
- Ingeniero de Sonido: Alan Florence
- Fotos: Nieves
- Producción: Juan Pardo